# Darnyzkyj-Eisenbahnbrücke
Die Darnyzkyj-Eisenbahnbrücke (ukrainisch Дарницький міст) ist eine Eisenbahnbrücke über den Dnepr vier Kilometer südöstlich des Zentrums der ukrainischen Hauptstadt Kiew. Ihr Name leitet sich vom Verwaltungsbezirk Rajon Darnyzja auf der linken Seite des Flusses ab.
Sie bildet zusammen mit der benachbarten Neuen Darnyzkyj-Brücke den wichtigsten Flussübergang über den Dnepr für den Schienenverkehr im Norden der Ukraine. Sie verbinden den Hauptbahnhof Kyjiw-Passaschyrskyj im Westen mit dem Bahnhof Darnyzja im Osten der Stadt.
Die erste Eisenbahnbrücke an dieser Stelle war die 1870 eröffnete Struwe-Eisenbahnbrücke, eine eingleisige Gitterträgerbrücke. Nach den Zerstörungen des Zweiten Weltkriegs ist von ihr heute nur noch ein Pfeilerstumpf einige Meter flussaufwärts von der heutigen Brücke zu sehen.
Zwischen 1946 und 1951 wurde daher die zweigleisige Darnyzkyj-Eisenbahnbrücke als zweite Brücke an dieser Stelle des Flusses gebaut. Von West nach Ost gezählt hat sie zwölf Stahlbetonbögen mit aufgeständerter, obenliegender Fahrbahn über dem flacheren Wasser der rechten Flussseite, drei große, die Gleise überragende stählerne Fachwerkbögen über der von der Schifffahrt benutzten linken Flussseite sowie einen weiteren Stahlbetonbogen über der breiten Uferstraße. Die Pfeilerachsabstände der Bögen sind 12×53,0 + 3×109,2 + 53,0 m. Die beiden Widerlager sind von kurzen Balkenbrücken unterbrochen, sodass das Bauwerk insgesamt eine Länge von 1114 m hat. Die Zufahrtsrampen führen über lange Erddämme, um die für die Schifffahrt nötige Höhe zu erreichen.
In den Jahren 2004 bis 2012 wurde 40 m weiter südlich die Neue Darnyzkyj-Brücke gebaut, die eine kombinierte Eisenbahn- und Straßenbrücke ist.